# Acomys cilicicus
Acomys cilicicus е вид бозайник от семейство Мишкови (Muridae).

## Разпространение
Видът е разпространен в Турция.